# Азарьев, Николай Николаевич (капитан)
Никола́й Никола́евич Аза́рьев (12 ноября 1878 — 28 июня 1933) — русский морской военный деятель, капитан 1 ранга.

## Биография
Окончил Морской кадетский корпус в Санкт-Петербурге с производством 15 сентября 1898 года в мичманы.
Также окончил стрелковую команду (1900 год), Артиллерийский офицерский класс, был зачислен в артиллерийские офицеры 1 разряда (1905 год).
После Гражданской войны находился в эмиграции в Шанхае. Был старшим офицером торгового судна «Шен Ан».
Убит пиратами в Жёлтом море 28 июня 1933 года.

### Деятельность
- В 1897—1900 годах плавал на крейсере «Владимир Мономах». C 1900 года — на четырёх номерных миноносцах.

- Был младшим артиллерийским офицером, затем — командиром носовой башни 305-мм орудий на эскадренном броненосце «Цесаревич» (1903—1906). Участвовал в попытке прорыва «Цесаревича» из Порт-Артура во Владивосток 28 июля 1904 года.
- Старший офицер канонерской лодки «Храбрый» (? — 24 марта 1908 года).
- Старший офицер канонерской лодки «Грозящий» (с 23 апреля 1908 года).
- Старший офицер канонерской лодки «Бобр» (1910—1911 годы), транспорта «Ока» (1911 год). 6 декабря 1910 года награждён орденом Св. Станислава II степени. 6 декабря 1912 года произведен в чин капитана 2-го ранга.
- Командир транспорта «Аргунь» (1913—1914 годы). * Командир эскадренного миноносца «Внимательный» (февраль 1915 год — ноябрь 1915),
- Командир эскадренного миноносца «Стерегущий» (7 декабря 1915—1917 годы). Капитан 1-го ранга.
- Затем воевал в белых войсках Восточного фронта.

## Награды
- Орден Святой Анны 2-й степени.

## Семья
Жена — Вера Евгеньевна (убита вместе с мужем).